# Weez City-Pro
La Weez City-Pro est un véhicule électrique léger à deux places imaginé en 2016 par le constructeur automobile français Eon motors. C'est un véhicule urbain et périurbain,, dédié aux usages professionnels qui a obtenu son homologation en 2020.

## Histoire
Eon motors est un constructeur français fondé en 2010 et basé à Malijai dans les Alpes-de-Haute-Provence.
Après douze ans de développement et de création en interne de la carrosserie, du châssis et de l’électronique, les premières livraisons de la Weez City-Pro ont eu lieu au premier semestre 2023.
L’entreprise est aujourd'hui constituée d'une équipe de 25 personnes.

## Présentation
La Weez City-Pro a été présentée en avant première au Mondial de l'Automobile de Paris 2022, annonçant également le début de sa commercialisation. Sa production est quant à elle officiellement lancée en mars 2023.
Weez City-Pro représente le premier modèle de série BtoB de la marque Eon motors. C'est un petit utilitaire 100 % électrique qui dispose d'un coffre de 600 litres et 160 kg de charge utile à l'arrière et sa couleur de caisse blanche lui permet d'être personnalisé.
Ce véhicule fait partie de la catégorie des quadricycles lourds (L7e), avec quatre moteurs-roue, pouvant rouler jusque 90 km/h. Il nécessite donc le permis de conduire de la catégorie B ou B1, ce qui le rend accessible dès 16 ans à condition d'avoir réussi l'épreuve théorique du code suivi de l'examen de conduite.